# Epicauta atricolor
Epicauta atricolor är en skalbaggsart som beskrevs av Champion 1892. Epicauta atricolor ingår i släktet Epicauta och familjen oljebaggar. Inga underarter finns listade i Catalogue of Life.